# Donkey Kong 64
Donkey Kong 64 est un jeu vidéo de plates-formes développé par Rare et édité par Nintendo. Il est sorti sur Nintendo 64 en 1999. Le jeu fait partie de la série Donkey Kong et il s'agit du premier et l'un des rares jeux de la série entièrement en 3D temps réel. Il fait suite à la trilogie Donkey Kong Country sortie sur Super Nintendo.
Il s'agit du premier jeu nécessitant l'Expansion Pack, lequel est distribué avec la cartouche. On peut jouer avec plusieurs personnages que l'on débloque au cours du jeu. On peut aussi jouer en mode multijoueur et faire des combats ressemblant aux jeux d'espions avec des armes comme un Crache-Coco pour DK.

## Trame

### Scénario
L'histoire débute alors que l'ignoble crocodile King K. Rool a prévu un nouveau plan pour détruire l'île de Donkey Kong avec son laser, le Blast-O-Matic. Mais celui-ci tombe en panne après une collision qui fait s'échouer le bateau de K. Rool en face de l'île de Donkey Kong. Pour gagner du temps, il enlève des membres de la famille Kong et les enferme. Il vole ensuite la réserve de bananes d'or de Donkey Kong. Après que Donkey Kong ait libéré ses compagnons, ils s'unissent pour récupérer les bananes d'or et vaincre King K. Rool et son armée de Kremlings.

### Personnages jouables
Les personnages suivants sont les 5 singes de l'équipe DK. Krusha peut être utilisé en mode aventure en utilisant un code gameshark.
- Donkey Kong. Un gorille des montagnes, large et musclé, est le personnage principal du jeu, pesant 400 kg. Il porte une cravate rouge. Le joueur commence le jeu avec lui. Son arme est le Crache-coco, et son instrument est le Blasto-bongo. Les bananes qu'il collecte sont de couleur jaune.
- Diddy Kong. Il est le premier compagnon de Donkey Kong qui est apparu dans Donkey Kong Country. C'est un singe portant une casquette de baseball rouge et un t-shirt rouge à étoiles jaunes. Il peut sauter plus loin que Donkey Kong, il est équipé de rapido-rockets mais il ne possède pas une grande force. Ses armes sont deux Kawouetto-flingues et son instrument est la Dingo-guitare. Les bananes qu'il collecte sont de couleur rouge. Le joueur peut utiliser Diddy dès qu'il a été libéré par Donkey Kong dans le niveau Jobard des jungles.
- Tiny Kong. C'est une femelle chimpanzé. Ses deux couettes lui permettent de planer temporairement dans les airs et elle peut rétrécir pour accéder à certains endroits que les autres Kongs ne peuvent atteindre. Elle peut également se "Banana-porter" vers des endroits inaccessibles aux autres. Son arme est l'arc-à-plumes et son instrument le Slam-saxophone. Les bananes qu'elle collecte sont de couleur mauve. Le joueur peut utiliser Tiny lorsque Diddy la libère dans le niveau "Aztec à sec" grâce à son coup de boule en reconstituant le mot "KONG".
- Lanky Kong. Lanky vient d'une branche très éloignée de la famille Kong. C'est un orang-outang dont les long bras lui permettent de marcher sur les mains. Il peut aussi se gonfler comme un ballon pour flotter temporairement dans les airs. Son arme est le Crache-prunes et son instrument le Trombone Tremor. Les bananes qu'il collecte sont de couleur bleue. Lanky peut être utilisé lorsque Donkey Kong le libère dans le niveau "Aztec à sec" grâce à son crache coco. Les développeurs du jeu semblent s'être inspirés du Roi Louie pour créer le personnage.
- Chunky Kong. C'est un puissant mais peureux gorille pesant 1 000 kg. C'est le grand frère de Kiddy Kong et le cousin de Tiny. Il est le plus fort parmi les Kongs et il peut soulever des objets très lourds. Cependant, il est assez lent et ne peut pas sauter très haut. Son arme est le Bazookananas et son instrument le triangle. Les bananes qu'il collecte sont de couleur verte. On peut le libérer grâce à Lanky Kong en activant un interrupteur.

### Personnages secondaires
Au cours de l'aventure le joueur peut rencontrer différents personnages qui ont chacun leur propre cabane disséminée dans le niveau.
- Cranky Kong. Il possède cette fois-ci un laboratoire et permet à chaque Kong d'obtenir des pouvoirs supplémentaires. Il faut aussi lui ramener au moins 15 médailles pour accéder au Jetpac et obtenir la Pièce Rare.
- Funky Kong. Il possède une armurerie et propose des armes supplémentaires.
- Candy Kong. Elle propose d'acheter de nouveaux instruments de musique et donne des pastèques supplémentaires (respectivement dans les mondes 2 et 6). Ses allusions aux "instruments" sont assez provocatrices.
- Snide, il s'agit d'un furet espion à qui il faut rapporter des plans secrets en échange de bananes et de minutes supplémentaires dans la planque panique.
- Wrinkly Kong, décédée à la fin de Donkey Kong Country 3 : Dixie Kong's Double Trouble selon ses dires, revient en tant que fantôme pour donner des conseils et astuces utiles. Pour lui parler, il suffit d'ouvrir les portes colorés à l'entrée de chaque monde.

## Système de jeu

### Généralités
Donkey Kong 64 est un jeu de plates-formes en 3D similaire à Super Mario 64 et à Banjo-Kazooie. Le jeu propose un mode solo et un mode multijoueur.
L'essentiel du mode solo implique la collecte de différents objets tels que des pièces, des bananes, des armes, des clefs et des plans. L'objectif principal du jeu est de collecter les bananes d'or réparties sur l'île de Donkey Kong et à travers les huit niveaux que composent le jeu, l'île de Donkey Kong étant une passerelle vers ces niveaux. Pour y arriver, le joueur doit résoudre des énigmes ou réussir des mini-jeux,. Donkey Kong, tout comme les quatre autres personnages jouables, peut courir, sauter, nager, grimper aux arbres et s'accrocher à des cordes, en plus de pouvoir faire des attaques au corps à corps pour se défendre des ennemis.
Au début du jeu, le joueur prend le contrôle de Donkey Kong. Au courant de l'aventure, le joueur débloque d'autres personnages jouables, qui lui permettent d'accéder à de nouvelles sections auparavant inaccessibles des niveaux ou à résoudre de nouvelles énigmes. En effet, ces personnages — au nombre de cinq, y compris Donkey Kong qui est disponible dès le début — ont tous des capacités qui leur sont propres. Donkey Kong peut entre-autres déterrer des médailles bananes enfoui sous des parcelles de terre, Chunky Kong peut soulever de lourds rochers, Tiny Kong peut rétrécir afin de se faufiler dans un passage étroit, Diddy Kong peut voler à l'aide d'un réacteur dorsal et Lanky Kong peut s'envoler ou se déplacer sur les mains vers de nouvelles sections des niveaux.

### Multijoueur
Ce mode de jeu peut être joué au maximum par 4 joueurs en même temps. Il propose 3 arènes, une arène spéciale et 6 modes de jeu. Les cinq personnages jouables du mode aventure à un joueur sont également présents dans le mode multijoueur, ainsi qu'un personnage secret : Krusha. Pour délivrer Krusha, il suffit d'avoir 15 fées magiques et d'aller dans le mode mystery, d'aller au nombre de 15 fées et d'appuyer sur Z pour l'activer.
Pour délivrer le mode, il suffit d'avoir une couronne de combat et le premier kong délivrable : Diddy Kong.

## Développement

### Audio
Tout au long du jeu on peut entendre quelques arrangements des volets de la série Donkey Kong Country notamment Jungle Japes. Chaque personnage secondaire, comme Cranky Kong, Candy Kong et Funky Kong, a son propre thème musical.
C'est aussi dans ce jeu que l'on peut entendre la première version du Donkey Rap, composé par Grant Kirkhope et chanté par Chris Sutherland (qui fait la voix de Banjo un autre personnage créé par Rareware) et George Andreas (qui est à l'origine de l'idée et a également signé les paroles). Une prouesse technique pour l'époque car les supports cartouche sont très limités en mémoire.
La musique du niveau Galion était à l'origine une musique qui devait être le thème de Blackeye, le méchant principal de Project Dream qui est devenu par la suite Banjo-Kazooie[réf. nécessaire].

## Commercialisation
Donkey Kong 64 sort sur Nintendo 64 en Amérique du Nord le 22 novembre 1999. Le jeu est ensuite publié au Royaume-Uni le 3 décembre 1999,. Le 10 décembre 1999 est la date fixée pour la sortie simultanée en France, et au Japon. Donkey Kong 64 sort peu de temps après en Espagne le 20 décembre 1999.
Le jeu est disponible en téléchargement sur Wii U à partir du 16 avril 2015. Il s'agit, avec Super Mario 64, d'un des premiers jeux de Nintendo 64 à être disponible sur la console virtuelle de la Wii U,.

## Accueil
Donkey Kong 64 reçoit un accueil très positif de la presse spécialisée. Il obtient un score de 90 % sur la base de 14 critiques sur Metacritic.